# Dizzy (videogioco)
Dizzy, anche sottotitolato Dizzy: The Ultimate Cartoon Adventure, è un videogioco pubblicato da Codemasters nel 1987 per ZX Spectrum e nel 1988 per Amstrad CPC e Commodore 64. Uscito come titolo a basso costo, diede inizio alla prolifica serie di Dizzy, con protagonista l'omonimo personaggio cartonesco a forma di uovo antropomorfo.
Una versione modificata, Dizzy: The Crash Edition, uscì nel 1989 in allegato alla rivista britannica Crash, dedicata allo Spectrum.

## Modalità di gioco
Il gioco è un'avventura dinamica con struttura a piattaforme. L'ambiente di gioco, la terra fantasy di Katmandu, è formato da circa 50 schermate fisse, interconnesse orizzontalmente o verticalmente, con visuale di profilo. Il giocatore controlla l'uovo Dizzy che può camminare, saltare in modo acrobatico (dizzy in inglese significa "confuso", "con il capogiro") e trasportare un solo oggetto alla volta. Oltre a evitare creature ostili e trappole bisogna risolvere rompicapi su come utilizzare gli oggetti per procedere. Scopo finale è trovare e radunare in un calderone gli ingredienti necessari per una pozione con cui sconfiggere il mago Zaks.